# Mulla Krekar
Najmuddin Faraj Ahmad (arabiska: نجم الدين فرج أحمد), bättre känd som Mulla Krekar (arabiska: الملا كريكار, titeln «mulla» har ingen formell betydelse), född 7 juli 1956, är en irakisk kurd bosatt i Norge. Ahmad kom till Norge som kvotflykting från Nordirak 1991. Han har fru och fyra barn, som alla har fått norskt medborgarskap, men Ahmad själv har inte fått sin ansökan godkänd.
Han har sedan 8 december 2006 stått uppförd på FN:s terrorlista. Den 26 mars 2012 blev han dömd till fem års fängelse i Oslo tingsrätt för terror- och mordhot mot Norges statsminister Erna Solberg och tre andra, och släpptes ur norskt fängelse den 15 januari 2015.

## Bakgrund
Ahmad föddes i en by nära staden Halabja. Efter att ha fullgjort studier i arabiska och naturvetenskap vid de kurdiska universiteten i Suleimania och Arbil var han var ett tag med i en marxistisk studentorganisation, och det var här han träffade sin framtida fru, Rohkosh. Ahmad blev efterhand missnöjd med de marxistiska lösningarna. Han läste islamsk litteratur på fritiden, började att gå i radikala moskéer och anslöt sig till den radikala islamistiska riktningen salafismen.

Efter avslutad examen reste Ahmad till Pakistan där han blev lärare vid ett tekniskt universitet i Peshawar. Han drev också ett hotell för islamistiska mujahedin på väg till eller från Afghanistan. Han är också en tänkare av den Kurdisk-islamisk syntesen.

## Ansar al-Islam
1991 vände han tillbaka till irakiska Kurdistan, där folk hade gjort uppror mot den irakiska regeringen. Ahmad/Krekar blev med i IMK (Islamic Movement of Kurdistan), en av de kurdiska grupperna som kämpat mot Baathregimen, Då det internationella stödet till upproret uteblev, ryckte Saddam Husseins beryktade republikanska garde snart in i området igen och flera miljoner kurder drevs på flykt. Ahmad tog med sig sin familj till Norge, där frun och barnen fick permanent uppehållstillstånd. Själv inledde Ahmad en pendlarperiod mellan Norge och irakiska Kurdistan, där han deltog i uppbyggnaden av extrema islamistiska grupper som hade brutit sig ur IMK.
2001 hade flera olika smågrupper slagit sig samman till organisationen Ansar al-Islam, och Ahmad, som nu var ganska känd som Mulla Krekar, blev organisationens ledare. Ansar al-Islam ockuperade ett område på gränsen mellan irakiska och iranska Kurdistan. Gruppen genomförde 2001-2003 en del massakrer och terrorhandlingar riktade mot de kurdiska självstyrande myndigheterna, först och främst mot partiet PUK. Myndigheterna i Irak hävdade att Krekar var ansvarig för dessa dåd, och krävde honom utlämnad.
Under den amerikanska invasionen av Irak i mars 2003, blev Ansar al-Islams enklav erövrad av PUK-styrkor med amerikanskt flygunderstöd. I februari 2004 blev båda de kurdiska partierna PUK och KDP under sitt firande av Eid al-fitr i Arbil utsatta för självmordsbombare som dödade 109 människor och lemlästade mer än 200 andra. Organisationen Ansar al-Sunnah tog på sig ansvaret för dåden och hävdade att den utfördes «till stöd för våra bröder i Ansar al-Islam».

## Processer mot Krekar
Som ett led i "kriget mot terrorism", anklagade amerikanska myndigheter 2002 Ansar al-Islam för att vara en länk mellan Al Qaida och Saddam Husseins Baath-regim i Bagdad. Krekar, som var på resa tillbaka till Irak från sin asyl i Norge, greps i Nederländerna. Där satt han häktad i fyra månader innan att han i januari 2003 fick vända tillbaka till Norge. Här blev han flera gånger förhörd av Politiets Sikkerhetstjeneste, som misstänkte Krekar och Ansar al-Islam för att finansiera och organisera terroraktioner från Norge. Målet togs över av den norska ekopolisen, Økokrim, som lade ned det, bland annat av hänsyn till vittnenas säkerhet.
Kommunalminister Erna Solberg instruerade UDI och UNE om att vidta åtgärder för att utvisa Krekar från landet, med motiveringen att han utgjorde en fara för rikets säkerhet. Advokat Brynjar Meling överklagade på Krekars vägnar utvisningsbeslutet inför Oslo tingsrätt, och fick stöd från Amnesty International. Utvisningsbeslutet mot Krekar fastställdes i Oslo tingrett, Borgarting lagmannsrett och Høyesterett. I høyesterett var det advokat Harald Stabell som förde processen för Krekar. Høyesterett fastslog i november 2007 att domstolen hade full prövningsrätt, och att det hade framförts tillräckliga bevis för att fastslå att Mulla Krekar utgjorde en fara för rikets säkerhet.
Advokat Brynjar Meling stämde också på Krekars vägnar Carl I. Hagen som hade kallat Krekar för terrorist. Rätten slog fast att Hagens uttalande inte var injurierande. Irakiska kurder bosatta i Norge demonstrerade mot Krekar under rättegången.
Hösten 2005 hotade Krekar på TV-kanalen al-Jazeera med terroraktioner i Norge om han skulle bli utvisad. Krekars advokat, Brynjar Meling, sade efteråt att Krekars uttalande hade tagits ur sitt sammanhang, och hävdade att uttalandena översatts fel i norska medier. 
Arbets- och socialminister Bjarne Håkon Hanssen bekräftade 28 oktober 2005 att Norge har som mål att utvisa Mulla Krekar. Utvisningsbeskedet kan emellertid inte genomföras om inte norska myndigheter kan få till stånd ett avtal med irakiska myndigheter där det garanteras att Krekar inte kommer att bli avrättad eller torterad. Får inte norska myndigheter en garanti från irakiska myndigheter, är det i strid med folkrätten att sända honom tillbaka.
I juni 2013 förelåg det fortfarande inte någon sådan garanti. Det har också varit till hinder för möjligheten till utvisning att Iraks tidigare diktator Saddam Hussein avrättades den 30 december 2006, och att 13 medlemmar av Ansar al-Islam avrättades i Nordirak tidigare samma år.
I mars 2006 uttalade Krekar offentligt sitt stöd till Usama bin Ladin och förklarade att Islam är i krig med västvärlden. 
I december 2006 var Krekar uppförd som terrorist på en lista offentliggjord av amerikanska myndigheter. Det hävdades bland annat att han överfört pengar till terrororganisationen Ansar al-Sunnah, en vidareutveckling av Ansar al-Islam som Krekar tidigare var ledare för. 
FN:s säkerhetsråd har samtidigt fört upp Krekar på sin lista över aktiva anhängare av Al-Qaeda.
2004 deltog Krekar och Shabana Rehman på samma debattmöte. Vid mötets avslutning tog Rehman ordet, och lockade upp Krekar på podiet, med ett påstående om att hon skulle göra en «satiriskt test» om han verkligen var en fundamentalist. Då han kom upp på scenen tog hon tag i honom och lyfte upp honom i vädret. Krekar och hans bror blev rasande som en följd av detta .

### Terroristcell i Italien
Krekar greps i Norge 2015 på italiensk begäran och åtalades tillsammans med fem andra personer för terrorplaner och för att ha lett den kurdiska fundamentalistgruppen vid namn Rawthi Shax med kopplingar till Islamiska staten (IS). Han krävde vissa garantier för att resa till Italien för rättegången, men då myndigheterna inte ville tillmötesgå dessa krav dömdes han i juli 2019 i sin frånvaro till 12 års fängelse för förberedelse till terrorbrott. I mars 2020 utlämnades Krekar till Italien. Domen överklagades och fastställdes den 10 juli 2020 i en domstol i Bolzano. Krekar kommenterade domen med att den var "politiskt motiverad".